# Reinberg (Sundhagen)
Reinberg ist ein Ortsteil der Gemeinde Sundhagen, die zum Landkreis Vorpommern-Rügen im Land Mecklenburg-Vorpommern gehört.

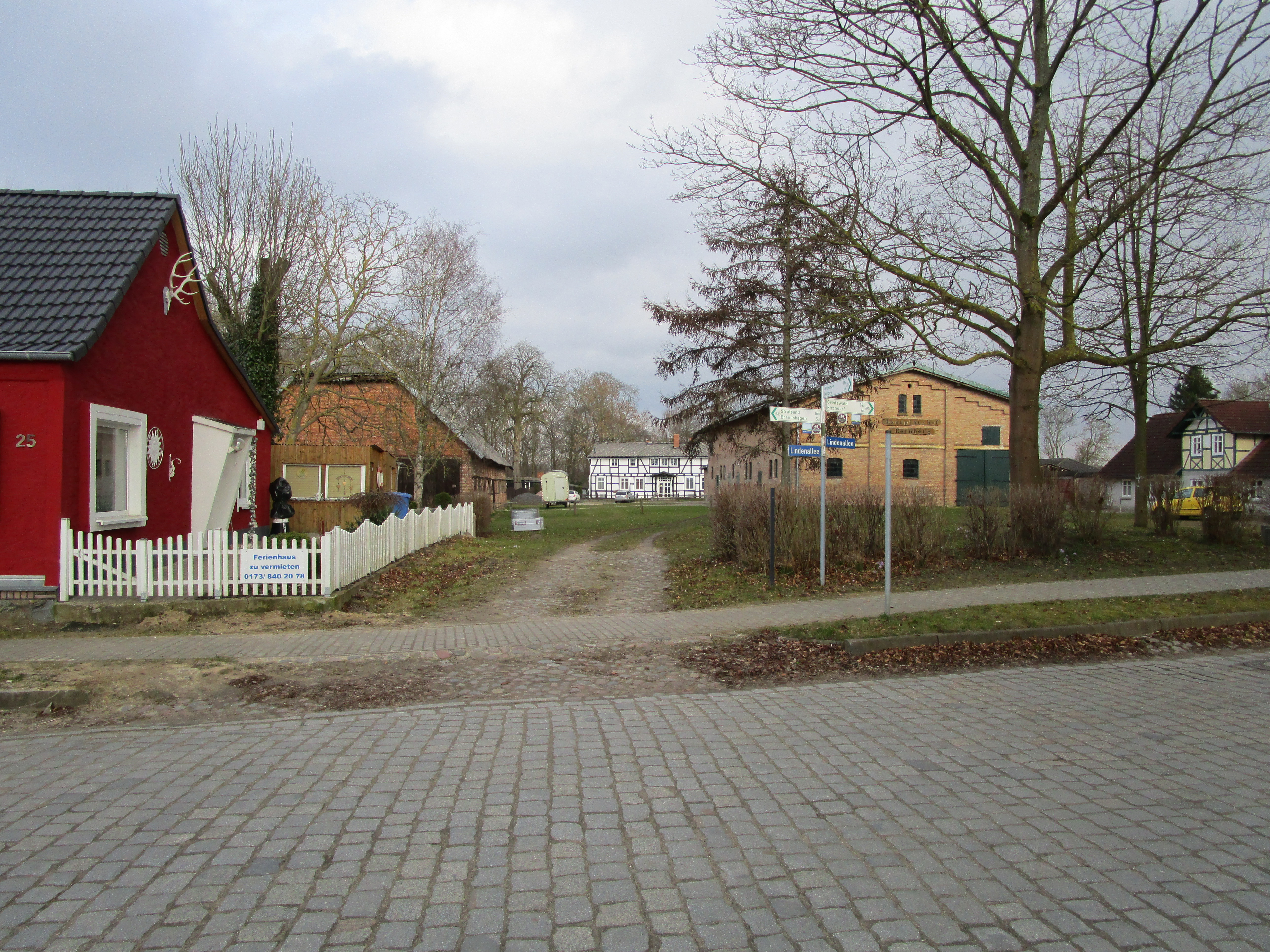
Pfarrgehöft Reinberg

## Geografie
Reinberg liegt etwa mittig zwischen Stralsund und Greifswald direkt an der jetzigen Bundesstraße 105, der ehemaligen B 96. Der Ort und seine Umgebung liegen auf einem leicht welligen Gelände mit 5,7 bis 17,6 Meter über NHN.

## Geschichte
Zwar ist die westlich des Ortes gelegene Turmhügelburg der frühdeutschen Zeit (1200 bis 1350) zuzuordnen, aber Funde belegen auch ein Vorhandensein einer Siedlung oder eines Burgwalls aus der spätslawischen Zeit (Vipperower Keramik von 1000 bis 1200) an diesem Ort.
Im Jahre 1220 wurde bereits mit dem Bau der Kirche begonnen und erst im Jahre 1325 und 1353 wurde Reinberg urkundlich erwähnt. Die Kirche liegt im Zentrum des Ortes auf einer Anhöhe, die von einer Feldsteinmauer begrenzt wird.
Nach dem Aussterben des Herrschergeschlechts im Fürstentum Rügen im Jahr 1325 kam der Ort mit dem Fürstentum und dem Festlandteil als Erbschaft zum Herzogtum Pommern.
Wie bei Kirchdorf wurden Ländereien um Reinberg von Greifswalder Bürgern aufgekauft. Nach 1353 verkauften oder stifteten sie diese an die Stadt und das Heilig-Geist-Hospital Greifswald. Beide ließen sich dies von Herzog Wartislaw IX. 1418 bestätigen. Der Ort entwickelte sich in der Folge zu einem Guts- und Büdnerdorf sowie zu einem Kirch- und Pfarrsitz. Dabei wurde die Bezeichnung „Gut“ hier nicht verwendet, sondern „Vorwerk“, weil es sich nicht im Privatbesitz befand, sondern eine Kommune bzw. eine Sozialeinrichtung als Eigner hatte, der den Besitz verpachtete.
Das Gut/Vorwerk lag separat ca. 750 Meter südwestlich des Ortskernes.
1670 wurde für den Ort ohne Gut/Vorwerk eine Visitation angeordnet. Diese ergab: 1 Wind- und 1 Wassermühle, 1 Schmiede, 2 Bauern mit Nebenerwerb „Krüger“ (Gastwirte), 12 Katenleute – diese waren Leineweber, Schneider, Rademacher und Tagelöhner.
1806 wurden die Bauernwirtschaften zu Gunsten des Gutes/Vorwerkes gelegt. Die bisherigen Pächter sollten nur noch die Krugwirtschaften betreiben. Jedoch durch die napoleonischen Kriege (1806 bis 1813) wurden die neuen Pächter immer wieder in den Ruin getrieben.
Nach dem Dreißigjährigen Krieg bis zum Jahr 1815 gehörte Reinberg zu Schwedisch-Pommern und danach zur preußischen Provinz Pommern.
Erst 1835 änderte sich für die Krugpächter in Reinberg die Lage, die Chaussee von Greifswald nach Stralsund (spätere B 96 – dann B 105) wurde fertiggestellt und der Krug sollte auch Posthalterei werden. Das bedingte aber eine Verlegung des Standortes und einen Neubau der Gebäude. Mit Hilfe der Stadt Greifswald als Eigentümer wurde der Neubau an der neuen Stelle an der Straße von 1837 etappenweise bis 1855 realisiert.
Eine weitere Enteignung erfolgte 1856 durch Aufhebung der Gemeinschaftsweide, es gab zwar kleine Ausgleiche, jedoch die meisten Flächen gingen an des Gut/Vorwerk.
1866 hatte das Gut/Vorwerk 436 Morgen, 56 Morgen gehörten den „Reservaten“ (?) – dazu gehörte z. B. das Mühlengehöft, von den 10 noch registrierten Büdnern hatten 5 einen bis 4 Morgen und die restlichen 5 Büdner weit unter einem Morgen. Die Kirche, das Pfarrgehöft und der Küsterhof hatten gemeinsam 256 Morgen. Dieser Besitz wurde zwar wegen der Rechtmäßigkeit bezweifelt, weil es zu viel erschien, aber nicht geändert.
Die Pächter des Gutes/Vorwerks waren: 1850 Theodor Westphal, 1851 Carl Langemark, 1857 W. Holsten und 1862 Ziemssen. Das Gut bestand 1866 aus einem Gutshaus, 3 Ställen oder Scheunen, einem Katen mit Stall sowie einer Bockwindmühle.
1871 hatte Reinberg 19 Wohnhäuser, in denen 36 Familien mit 172 Einwohnern wohnten. Kurz vorher 1867 lebten dort noch 197 Menschen. Alle waren evangelischer Religion, Katholiken und Juden gab es nicht.
Von 1835 lt. Preuß. Urmesstischblatt wurde der Ort „Langenhinrichshagen“ bis 1880 lt. Messtischblatt vom Nordwesten Reinbergs an den nördlichen Rand des Ortes verschoben und erhielt den Namen „Niederhinrichshagen“. Dort etablierten sich zwei Großbauernhöfe, die bis 1920 als Gutshöfe ausgebaut wurden. Die Besitzverhältnisse dieser Wirtschaften sind aber unklar, wahrscheinlich gehörten sie nicht der Stadt Greifswald, weil sie dort nicht aufgeführt sind.
Bis nach 1920 gehörte zu Reinberg dieser Wohnplatz „Niederhinrichshagen“, der dann direkt nach Reinberg integriert wurde.
Östlich der Kirche liegt ein relativ kompakter Pfarrhof (Pfarrgehöft), der noch heute bewirtschaftet wird.
Im Zuge der Bodenreform wurde das Gut als Stadtbesitz nach 1945 erst Landes- dann Volkseigentum. Das Gut wurde aufgesiedelt. Am 1. Juli 1950 wurde die bis dahin eigenständige Gemeinde Stahlbrode eingegliedert. Bis in die 1950er Jahre entstanden Neubauernsiedlungen. Der Ort weitete sich zu DDR-Zeiten mit diesen Neubauerngehöften in Richtung Südwesten und später mit Wohngebieten besonders nach Norden aus. Das Gut ist nur noch in Relikten vorhanden, das Gutshaus steht und auch der Park ist noch teilweise erhalten.
Zwischen Reinberg und Falkenhagen entstand in den 1980er Jahren ein Agrarkomplex, der nach 1990 erweitert und modernisiert wurde und jetzt als Gewerbegebiet fungiert.
Reinberg gehörte zum Land Mecklenburg, ab dem 25. Juli 1952 zum Bezirk Rostock und ab dem 3. Oktober 1990 zum Land Mecklenburg-Vorpommern. Es lag bis zum 11. Juni 1994 im Landkreis Grimmen in dessen jeweiligem Gebietszuschnitt und anschließend im Landkreis Nordvorpommern.
Am 7. Juni 2009 schloss sich die zuvor selbstständige Gemeinde Reinberg mit den Gemeinden Behnkendorf, Brandshagen, Horst, Kirchdorf, Miltzow und Wilmshagen zur neuen Gemeinde Sundhagen zusammen. Die Gemeinde bestand aus den Ortsteilen Oberhinrichshagen, Falkenhagen und Dömitzow sowie dem am 1. Juli 1950 eingemeindeten Stahlbrode.

## Sehenswürdigkeiten und Denkmäler
Sehenswert in Reinberg sind:
die Gotische Dorfkirche
Die Dorfkirche Reinberg ist eine aus dem 13. Jahrhundert stammende gotische Backstein-Kirche
der Sühnestein
an der Friedhofsmauer aus dem 15. Jahrhundert.
Der Sühnestein trägt eine kniende Gestalt, die Hände gefaltet neben Christus am Kreuz. Über dem Kreuz, zwischen zwei Rosen, die Initialen „J.N.R.J.“ sowie die Worte: „domini miserere mei“. Die verwitterte Inschrift oberhalb des Gekreuzigten lautete wohl ursprünglich: „orate pro ravno van barneko“. Es findet sich auch die Lesart „orate pro heyno van der beken“, jedoch ist eine Familie van der Beken nicht belegt. Der fürstlichen Rat und Landvogt Raven Barnekow dagegen schon, welcher nach falschen Anschuldigungen im März 1453 in Stralsund zum Tode verurteilt und hinter einem Pferd zu Tode geschleift und seine Leiche dann auf das Rad geflochten wurde. Der der Untat beschuldigte Bürgermeister von Stralsund Vuge wurde nach Gerichtsbeschluss von 1470 des Landes verwiesen und seine 6 Güter wurden konfisziert. Die Stadt Stralsund wurde zu einer Strafe in Gold verurteilt und musste die Gebeine Barnekows vom Rad nehmen, auf eine Bahre legen und mit 600 Leuten als Trauerzug von Stralsund nach Greifswald bringen. Als Rastpunkt durfte nur die Kirche von Reinberg genutzt werden, dort hatten sie einen Sühnestein aufzurichten. Ohne Unterbrechung musste dann der Zug bis zur Stadtgrenze von Greifswald gehen, dort wurde die Bahre übergeben. An dieser Stelle steht auch heute noch ein Gedenkstein für Raven Barnekow. Das also soll die Geschichte des Sühnesteines von Reinberg sein.
die Reinberger Linde
Die Reinberger Linde galt im 19. Jahrhundert als der größte Baum Deutschlands. Das Alter des Baumes beträgt rund 1000 Jahre. Möglicherweise ist die Linde bereits vor der Gründung und Einweihung der Kirche gepflanzt worden. In der Nähe des Baumes befindet sich
das Grabmal
Grab des Vaters des Chirurgen Theodor Billroth.
Gefallenendenkmal
Dem Denkmal für die im Ersten Weltkrieg Gefallenen fehlt die Schriftplatte.
der Turmhügel Reinberg
ehemalige Turmhügelburg inmitten einer großen Anlage in der Flussschleife.
→ Siehe auch Liste der Baudenkmale in Sundhagen

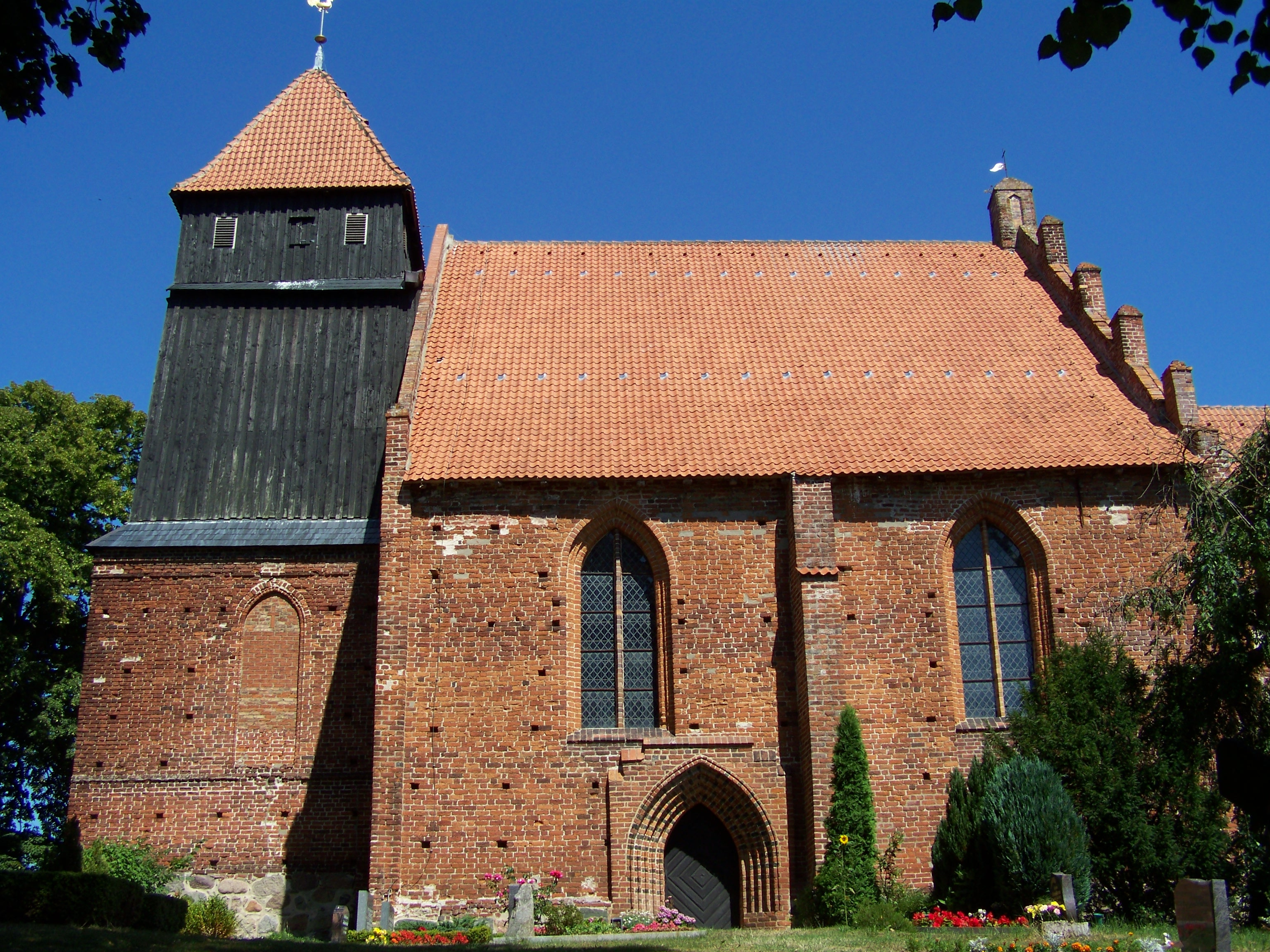
Dorfkirche Reinberg
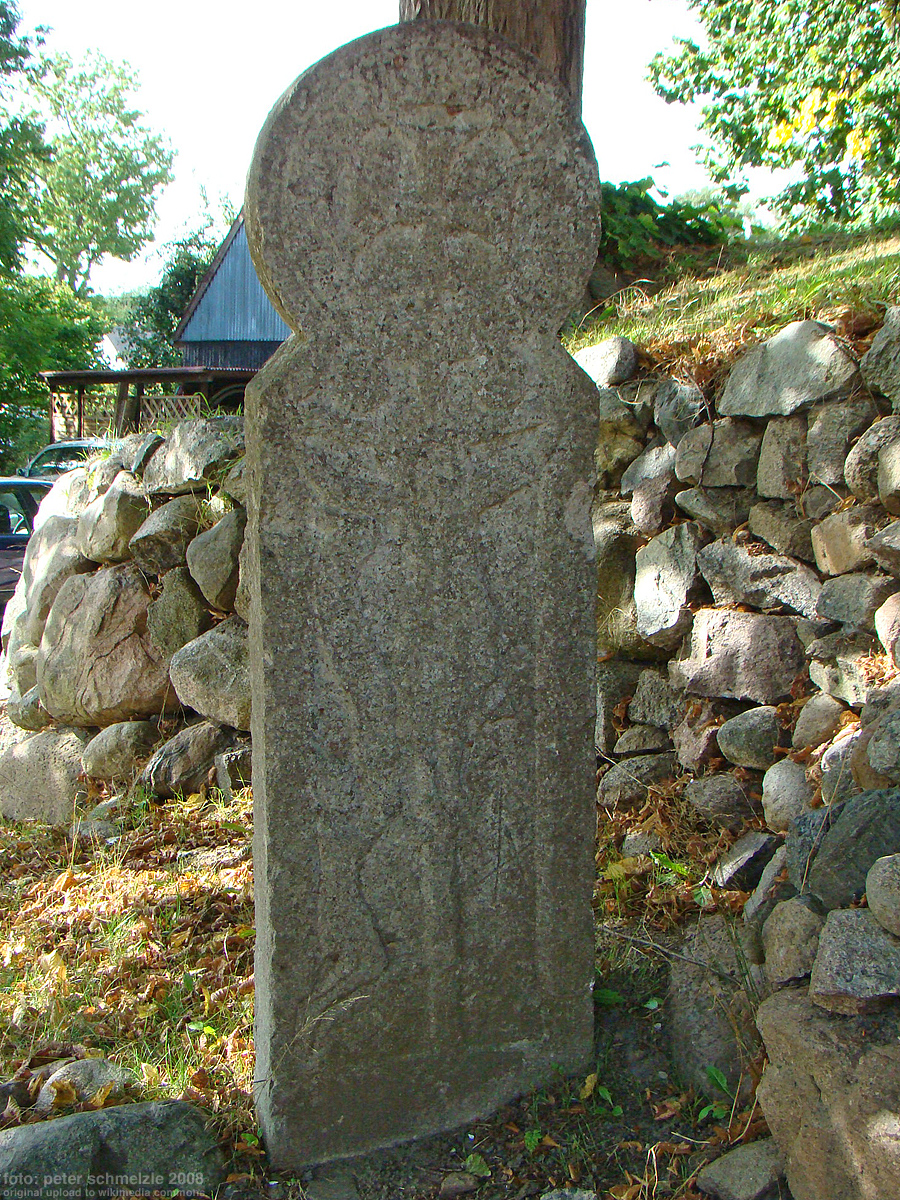
Sühnestein von Reinberg
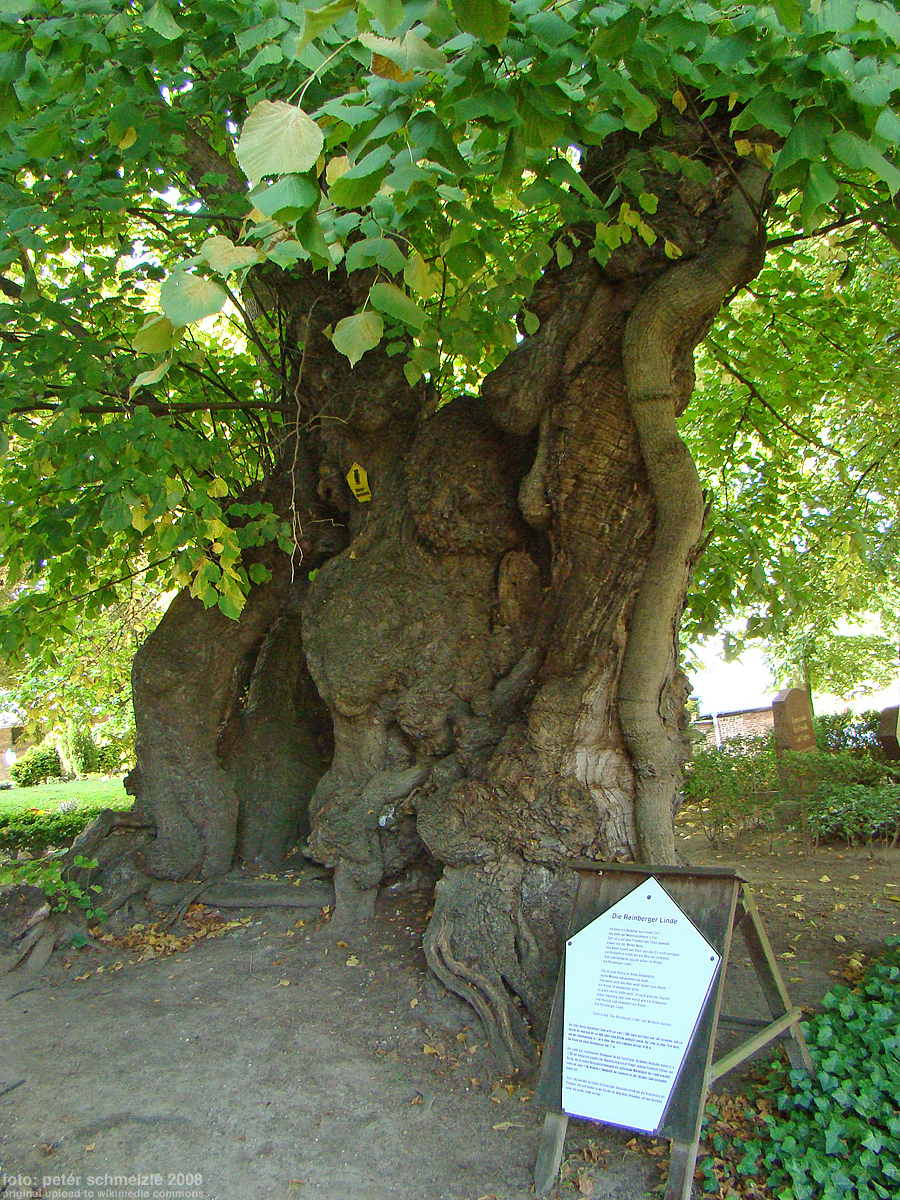
Reinberger Linde
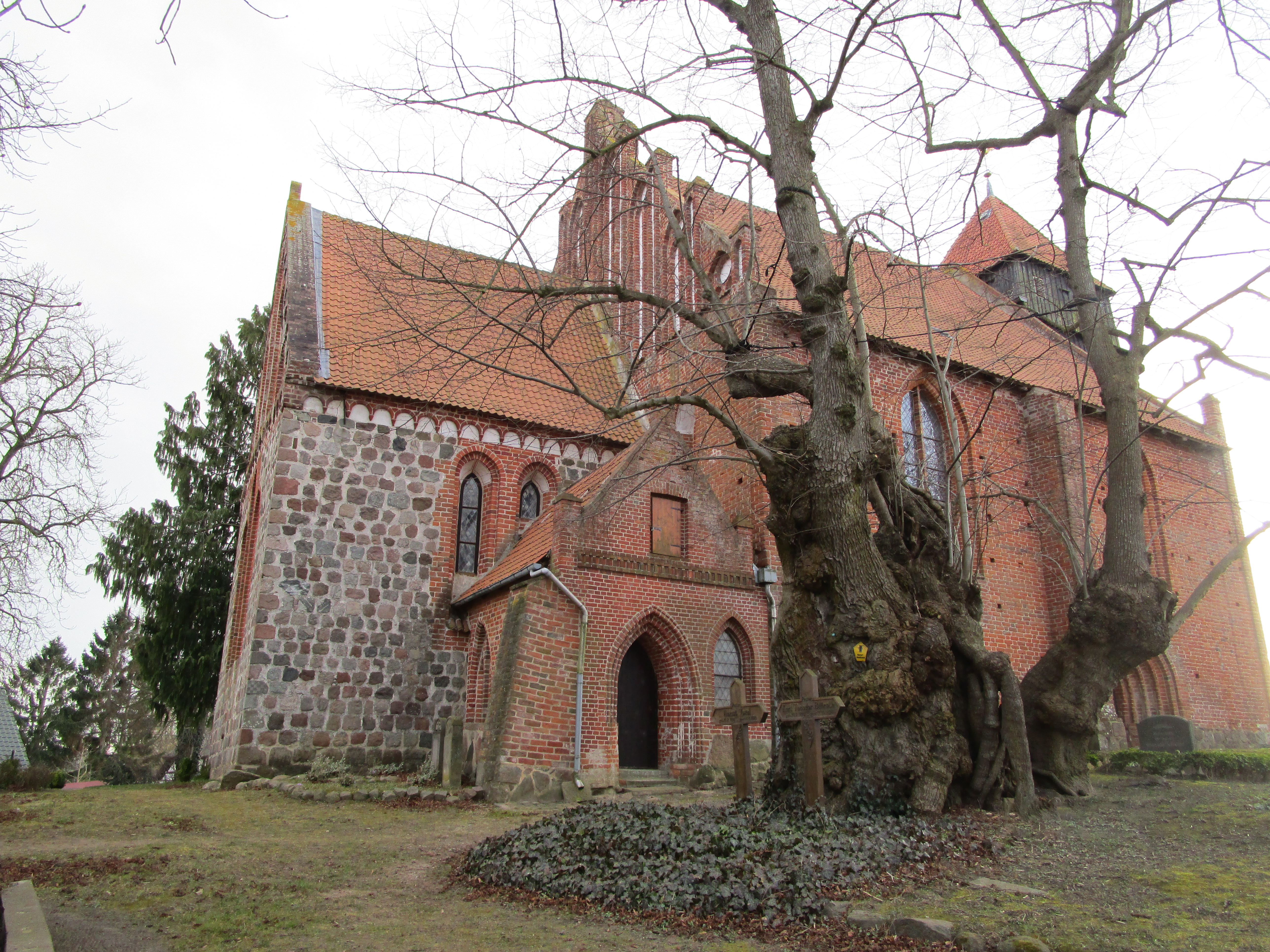
Reinberger Linde vor der Nordseite der Kirche

## Wirtschaft und Infrastruktur

### Verkehr
Durch den Ort verlief bis in die 1970er Jahre die Bundesstraße 96, die dann mit der Ortsumgehung nach westlich des Ortes verlegt wurde und nach 2000 in die Bundesstraße 105 umbenannt wurde.
Vom ehemaligen Ortsteil Stahlbrode verkehrt saisonbedingt eine Autofähre zur Insel Rügen nach Glewitz auf der (Halbinsel Zudar), dazu wurde die Landesstraße 30 zur Fährstelle modern ausgebaut.